# دي أنجيلو هاريسون
دي أنجيلو هاريسون (بالإنجليزية: D'Angelo Harrison) مواليد 8 أغسطس 1993 في أنكوريج، هو لاعب كرة سلة أمريكي. بدأ مسيرته الاحترافية في سنة 2015. يلعب مع أوشاك سبورتيف في الدوري التركي لكرة السلة. يبلغ طوله 6 قدم 4 بوصة (1.9 م).

## روابط خارجية
- دي أنجيلو هاريسون على موقع كرة السلة الأوروبية.كوم (الإنجليزية)
- دي أنجيلو هاريسون على موقع كلية كرة السلة في سبورتس رفرنس.كوم (الإنجليزية)
- دي أنجيلو هاريسون على موقع ريلجم (الإنجليزية)
- دي أنجيلو هاريسون على موقع بروبوليرز (الإنجليزية)
- دي أنجيلو هاريسون على موقع سبورتس رفرنس (الإنجليزية)